# Pokémon Gold і Silver
Pokémon Gold Version і Pokémon Silver Version (яп. ポケットモンスター 金・銀, покэтто монсута: кин гин, «Покемон: Золота версія і Срібна версія») — відеогра жанру японської рольової гри, випущена на портативній ігровій консолі Game Boy Color, розроблена студією Game Freak і видана спільно з Nintendo і The Pokémon Company.
Гра вийшла 21 листопада 1999 в Японії, 14 жовтня 2000 в США, 4 вересня 2000 в Австралії і 6 квітня 2001 в Європі. Хоча гра і вийшла на Game Boy Color, вона також сумісна зі звичайним Game Boy. У 2009 році були розроблені ремейки Gold і Silver — Pokémon HeartGold і SoulSilver на Nintendo DS.